# Augochlora rohdei
Augochlora rohdei är en biart som först beskrevs av Joseph Vachal 1911.  Augochlora rohdei ingår i släktet Augochlora och familjen vägbin. Inga underarter finns listade.